# The Night
A The Night a német Scooter együttes 2003-ban megjelent kislemeze, a második a The Stadium Techno Experience című albumukról. A dal egy feldolgozás, eredetijét Valerie Dore énekelte. Annak ellenére, hogy az albumverzióhoz képest jelentős mértékben átdolgozták (többek között dallamosabb lett és kapott egy kiállást is), nem lett túl sikeres, legalábbis annyira nem, mint a korábbi kiadványok. Ennek megfelelően a koncertprogramból igen hamar kikopott, hosszú idő után először teljes hosszában a 2013-as hamburgi "Übel & Gefährlich" klubban adott különleges koncerten volt hallható, illetve nagyon ritkán medleyben játsszák.

## Számok listája
A különféle kiadványok meglehetősen rendezetlenül jöttek ki, melyben a 2013-ban kiadott "The Stadium Techno Experience (20 Years of Hardcore Expanded Edition)" igyekezett rendet tenni. Ezen a kiadványon az extended verzió kivételével valamennyi változat helyet kapott, amelyek különféle promóciós kiadványokon vagy helyi változatokon szerepeltek.

### Promo változat
Legelsőnek ez a változat jelent meg, ez az egyetlen, amelyre az Extended Mix felkerült. A "Langenhagen Remix" a "Weekend!" egyszólamú csengőhangjának dallamával kezdődik, majd egy H.P. Baxxterrel lefolytatott telefonbeszélgetésbe megy át.
1. The Night (Radio Edit) (3:22)
2. The Night (Club Mix) (5:47)
3. The Night (Extended) (4:57)
4. The Night (Starsplash Remix) (6:09)
5. The Night (Langenhagen Remix) (7:05)

### Nemzetközi változat
Ezen a kiadványon az Extended helyett a B-oldalas "Cordyline" szerepel.
1. The Night (Radio Edit) (3:22)
2. The Night (Club Mix) (5:47)
3. The Night (Starsplash Remix) (6:09)
4. The Night (Langenhagen Remix) (7:05)
5. Cordyline (3:46)
6. Multimédiás tartalom: videoklip, werkfilm, fényképek

Az ausztrál kiadás megegyezik a nemzetközivel, a multimédiás tartalom nélkül. A holland változat csak négy számos, a Starsplash Remix erről lemaradt.

### Brit kiadás
1. The Night (Radio Edit) (3:24)
2. The Night (LMC Remix) (4:47)
3. The Night (Almighty Remix) (7:10)
4. Multimédiás tartalom: a videoklip cenzúrázott változata

A promóciós változaton a Starsplash Remix is helyet kapott.

### Bakelitváltozat
- A1. Club Mix (5:52)
- A2. Extended (4:57)
- B1. Starsplash Remix (6:09)
- B2. Langenhagen Remix (7:05)

Léteznek továbbá alternatív, főként promóciós céllal kiadott változatok, amelyeken nem mindegyik szám kapott helyet.

## Közreműködtek
- H.P. Baxxter a.k.a. The Mic Wrecker (szöveg)
- Rick J. Jordan, Jay Frog (zene)
- Jens Thele (menedzser)
- Lino Nicolosi, Barbara Addoms (eredeti szerzők)
- Nikk (vokál)
- Frank-Lothar Lange (fényképek)
- Marc Schilkowski (borítóterv)
- DJ Gollum, DJ Yanny, Schuby (Starsplash Remix)
- Langenhagen (Langenhagen Remix)
- Kolja Brandt, Michael Menke (videoklip)

## Videoklip
A klip egy halottasházban játszódik. H.P. Baxxtert is betolják, aki csodával határos módon életre kel, majd Rick és Jay segítségével feltámasztja a halott embereket, halálra rémítve az éjjeliőrt. Az utolsó jelenetben kétségbeesetten próbál telefonálni, miközben a Scooter tagjai kisétálnak az ajtón. Legvégül ismét a lángoló Scooter-logó látható.